# Cíntia Santos
Cíntia Silva dos Santos, conhecida como Cíntia Tuiú (Mauá, 31 de janeiro de 1975) é uma jogadora brasileira de basquetebol.
Disputou quatro edições do Campeonato Mundial de Basquetebol Feminino, foi campeã mundial na Austrália em 1994. Conquistou a medalha de prata nas Olimpíadas de Atlanta, em 1996, e a de bronze em Sydney 2000.

## Clubes
- Maúa (SP)
- BCN/Piracicaba (SP)
- Guarulhos (SP)
- Ponte Preta (SP)
- BCN/Osasco (SP)
- Santarém
- Pasta Ambra/Bari
- Bees Treviglio
- Pécs
- Orlando Miracle
- Cari-Chieti
- Unimed/Americana (SP)
- Gambrinus Jme Brno
- Ourinhos (SP)
- Famila Schio
- Celta Vigo
- Germano Zama Faenza
- Vomero Basket
- Lacturale/Pamplona
- Maranhão Basquete (MA)